# Ирвингтон (Њујорк)
Ирвингтон (енгл. Irvington) град је у америчкој савезној држави Њујорк.

## Демографија
По попису из 2010. године број становника је 6.420, што је 211 (-3,2%) становника мање него 2000. године.
| Група             | 2000.         | 2010.         |
| Белци             | 5.720 (86,3%) | 5.319 (82,9%) |
| Афроамериканци    | 96 (1,4%)     | 122 (1,9%)    |
| Азијати           | 461 (7,0%)    | 506 (7,9%)    |
| Хиспаноамериканци | 251 (3,8%)    | 400 (6,2%)    |
| Укупно            | 6.631         | 6.420         |